# Фрейтаг, Роберт Карлович
Роберт Карлович Фрейтаг (1802—1851) — русский генерал, участник кавказских войн.

## Биография
Родился в местечке Зербен в Лифляндии (совр. Дзербене в Латвии) в 1802 году. Отец, родом из Саксонии, был супер-интендантом Вольмарского округа, скончался в 1804 году. Мать с детьми переселилась в г. Старая Руса, где проживали её родственники.
В 1809 году поступил в Первый кадетский корпус. В 1821 году его окончил и был выпущен прапорщиком в 3-ю гренадерскую артиллерийскую бригаду.
В 1822 году был переведён в свиту Его Величества по квартирмейстерской части.
В 1830—1831 годах в чине штабс-капитана генерального штаба, выступил в поход против польских мятежников и принял деятельное участие в делах Польской кампании 1831 года.
В 1839 году участвовал в экспедиции в Южном Дагестане и находился в делах при селении Цукуль и при взятии приступом главных пунктов Аджиахурской позиции.
В 1840 году получил в командование Куринский пехотный полк. В экспедиции 1840 года Фрейтаг вошёл в состав отряда генерал-лейтенанта Галафеева и с ним 30 июня участвовал в движении по левому берегу реки Сунжи и в уничтожении многих аулов, а 11 июля участвовал в кровавом сражении на реке Валерик.
В 1841 году Фрейтаг с Куринским полком находился в экспедиции отряда генерал-адъютанта Граббе, собранного при Внезапной, и 27 июня, в стычке у селения Алды, был ранен пулей в шею, но не покинул рядов до окончания боя.
В 1842 году Фрейтагу был поручен небольшой отдельный отряд для защиты от вторжения горцев Кумыкской равнины, на протяжении 400 вёрст. В конце того же года он назначен начальником левого фланга Кавказской линии.
В ноябре 1843 года Фрейтаг с отрядом в 1400 казаков, в 4 батальона пехоты и 16 орудий, выступил против горцев и остановил армию Шамиля у селения Казанищи, а также снял осаду укрепления Низовое и блокаду крепости Темир-Хан-Шура.
В 1845 году он спас отряд Воронцова от окончательного уничтожения в неудачной для русских экспедиции в Дарго.
Участвуя в экспедициях 1847 и 1849 годов, Фрейтаг освободил от горцев дорогу от укрепления Воздвиженского к укреплению Ачхой.
В 1848 году Фрейтаг был назначен генерал-квартирмейстером действующей армии, выступившей в 1849 году в Венгрию и здесь участвовал в сражениях под Вайценом и под Дебреценом.
В 1849 году он вернулся в Россию, но, заболев, выехал для лечения за границу.
Умер 27 сентября 1851 года.

## Воинские звания
- Прапорщик (30.01.1821)[1]
- Подпоручик (06.04.1824)
- Поручик (03.04.1825)
- Штабс-капитан (06.04.1830)
- Капитан (14.05.1831)
- Подполковник (06.12.1833)
- Полковник (25.06.1839)
- Генерал-майор «за отличие в делах против горцев» (22.12.1842)
- Генерал-лейтенант «за особое отличие в делах против горцев» (31.07.1845)

## Награды
- Орден Святой Анны 3-й ст. с бантом (16.06.1831)[1]
- Орден Святого Владимира 4-й ст. с бантом (17.09.1831)
- Орден Святой Анны 2-й ст. (19.05.1832)
- Медаль «За взятие приступом Варшавы» (1832)
- Золотая табакерка «За отлично-усердную и ревностную службу» (1832)
- Польский знак отличия «За военное достоинство» 4-й ст. (1832)
- Орден Святого Станислава 3-й ст. (09.08.1834)
- Знак отличия «За XV лет беспорочной службы» (1837)
- Императорская корона к Ордену Святой Анны 2-й ст. (12.02.1839)
- Орден Святого Владимира 3-й ст. (23.10.1842)
- Орден Святого Георгия 4-й ст. за 25 лет службы в офицерских чинах (03.12.1842)
- Орден Святого Станислава 1-й ст. (26.02.1844)
- Орден Святой Анны 1-й ст. (12.09.1846)
- Императорская корона к Ордену Святой Анны 1-й ст. (03.06.1847)
- Орден Святого Владимира 2-й ст. (29.04.1848)
- Орден Святого Георгия 3-й ст. «За Венгерскую компанию» (01.11.1849)